# Choteč (ort i Tjeckien, lat 50,43, long 15,52)
Choteč är en ort i Tjeckien. Den ligger i den centrala delen av landet, 90 km öster om huvudstaden Prag. Choteč ligger 308 meter över havet och antalet invånare är 186.
Terrängen runt Choteč är platt västerut, men österut är den kuperad. Runt Choteč är det ganska tätbefolkat, med 70 invånare per kvadratkilometer. Närmaste större samhälle är Jičín, 11,6 km väster om Choteč. Trakten runt Choteč består till största delen av jordbruksmark.